# Miss Schweiz
Miss Schweiz (französisch Miss Suisse, italienisch Miss Svizzera, rätoromanisch Miss Svizra) war ein Schönheitswettbewerb für Frauen in der Schweiz. Er war bereits in den 1920er und 1930er Jahren, dann von 1951 bis 2011 jährlich und danach bis 2018 noch vereinzelt durchgeführt worden. 

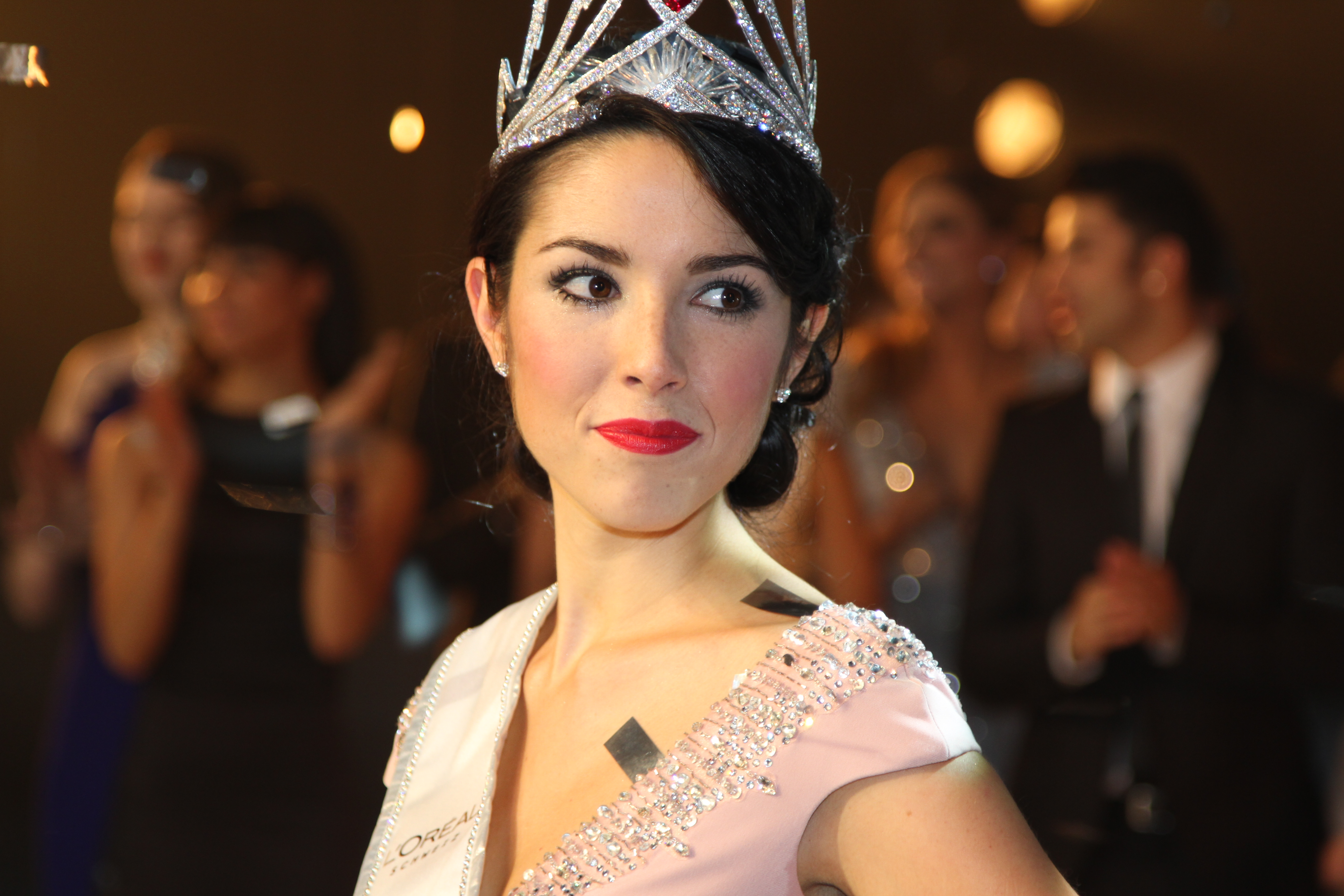
Lauriane Sallin, Miss Schweiz 2015

Die letzte Miss Schweiz war Jastina Doreen Riederer. Sie war am 10. März 2018 im Trafo Baden nach zweijährigem Unterbruch zur Nachfolgerin von Lauriane Sallin gewählt worden. Aufgrund von Differenzen mit dem Veranstalter der Wahl wurde ihr der Titel im Januar 2019 aberkannt. Nachdem weder 2019 noch 2020 eine weitere Austragung zustande gekommen war, meldete die hinter den Wahlen stehende Miss Schweiz Organisation AG im November 2020 Konkurs an.

## Siegerinnen

### Miss Schweiz vor 1976
Schweizer Teilnehmerinnen an der Miss Europe waren 1929 Annie Haussel, 1937 Jacqueline Reyboubet und 1938 Maita Brun. 1935 nahm Nelly Ulrich aus Bern an der Wahl zur Miss Universe teil.
| Jahr      | Miss Schweiz         | Kanton       |
| --------- | -------------------- | ------------ |
| bis 1950  |                      |              |
| 1950      | (Edith Gerster) (ZH) |              |
| 1951      | Jacqueline Genton    | Waadt        |
| 1952      | Sylvia Müller        |              |
| 1953      | Danielle Oudinet     |              |
| 1954–1960 |                      |              |
| 1961      | Liliane Burnier      |              |
| 1962      | Francine Delouille   |              |
| 1963      | Diane Tanner         |              |
| 1964      | Sandra Sulzer        | Waadt        |
| 1965      | Yvette Revelly       |              |
| 1966      | Hedy Frick           |              |
| 1967      | Edith Fraefel        |              |
| 1968      | Jeannette Biffiger   | Wallis       |
| 1969      | Liselotte Pauli      | Aargau       |
| 1970      | Diane Jane Roth      |              |
| 1971      | Anita Andrini        | Tessin       |
| 1972      | Astrid Vollenweider  | Zürich       |
| 1973      | Barbara Schöttli     | Schaffhausen |
| 1974      | Jeannette Keller     | Zürich       |
| 1975      | Beatrice Aschwanden  | Solothurn    |

### Miss Schweiz von 1976 bis 2018
Seit 1976 wurde der Wettbewerb von der Miss Schweiz Organisation veranstaltet. Letzte Eigentümer waren Iwan Meyer und Andrea Meyer. Sie hatten das Unternehmen 2017 von Guido Fluri übernommen, der es seinerseits im August 2012 vom Filmproduzenten Christoph Locher gekauft hatte. 
| Jahr    | Miss Schweiz                                             | Kanton     |
| ------- | -------------------------------------------------------- | ---------- |
| 1976    | Isabelle Fischbacher                                     | Waadt      |
| 1977    | Daniela Haeberli                                         |            |
| 1978    | Silvia von Arx                                           |            |
| 1979    | Barbara Mayer                                            |            |
| 1980    | Jeannette Linkenheil                                     | Waadt      |
| 1981    | Brigitte Voss                                            | Bern       |
| 1982/83 | Lolita Morena                                            | Neuenburg  |
| 1984    | Silvia Affolter                                          | Zürich     |
| 1985    | Eveline Glanzmann                                        | Aargau     |
| 1986/87 | Renate Walther                                           | Luzern     |
| 1988    | Karina Berger                                            | Zürich     |
| 1989/90 | Catherine Mesot                                          | Freiburg   |
| 1991    | Sandra Aegerter                                          | Aargau     |
| 1992    | Valérie Bovard                                           | Waadt      |
| 1993    | Patricia Faessler                                        | Zürich     |
| 1994    | Sarah Briguet                                            | Wallis     |
| 1995    | Stéphanie Berger                                         | Zürich     |
| 1996    | Melanie Winiger                                          | Tessin     |
| 1997    | Tanja Gutmann                                            | Solothurn  |
| 1998    | Sonia Grandjean                                          | Zürich     |
| 1999    | Anita Buri                                               | Thurgau    |
| 2000    | Mahara McKay                                             | Aargau     |
| 2001    | Jennifer Ann Gerber                                      | Aargau     |
| 2002    | Nadine Vinzens                                           | Graubünden |
| 2003    | Bianca Sissing                                           | Luzern     |
| 2004    | Fiona Hefti                                              | Zürich     |
| 2005    | Lauriane Gilliéron                                       | Waadt      |
| 2006    | Christa Rigozzi                                          | Tessin     |
| 2007    | Amanda Ammann                                            | St. Gallen |
| 2008    | Whitney Toyloy                                           | Waadt      |
| 2009    | Linda Fäh                                                | St. Gallen |
| 2010    | Kerstin Cook                                             | Luzern     |
| 2011    | Alina Buchschacher                                       | Bern       |
| 2013    | Dominique Rinderknecht                                   | Zürich     |
| 2014    | Laetitia Guarino                                         | Waadt      |
| 2015    | Lauriane Sallin                                          | Freiburg   |
| 2018    | Jastina Doreen Riederer (Titel im Januar 2019 aberkannt) | Aargau     |